# Hiromi no Heya
Hiromi no Heya (ひろみの部屋, lit. Hiromi's Room) es el tercer álbum de estudio del cantante ídolo japonés Hiromi Go, publicado el 1 de enero de 1974 a través de CBS/Sony Records. 

## Contenido
Hiromi no Heya es un álbum conceptual en el que Hiromi permite a la gente escuchar el álbum por teléfono. El álbum contiene doce canciones. Tres de los temas son versiones de canciones occidentales: «Love Me», «Marmalade, Molasses & Honey» y «Puppy Love». El resto de las canciones fueron escritas por el letrista Tokiko Iwatani. El álbum incluye los sencillos «Hadaka no Venus» y «Miryoku no March», los cuales alcanzaron la posición número 2 en la lista Oricon Singles Chart.

## Ilustración y empaque
La portada exterior delantera y trasera del lanzamiento en vinilo original muestra una cuadrícula de 30 fotografías de Hiromi por cada lado, con un total de 60 fotografías. La portada interior del empaque muestra una fotografía desplegable en blanco y negro de Hiromi en el estudio. Un editor de Hatena Blog comparó el diseño con la portada de Exile on Main St. de The Rolling Stones.

## Lista de canciones
Todas las letras escritas por Tokiko Iwatani, excepto donde esta anotado, toda la música compuesta por Kyohei Tsutsumi, excepto donde esta anotado. 
| Lado uno |                                        |                |          |  |
| N.º      | Título                                 | Arreglos       | Duración |  |
| 1.       | «Yumeo Yabura Naide» (夢を破らないで)  | Tsutsumi       | 3:10     |  |
| 2.       | «Hikari o Motomete» (光を求めて)       | Hiroshi Takada | 2:29     |  |
| 3.       | «Tabidachi» (旅立ち)                   | Tsutsumi       | 2:45     |  |
| 4.       | «Yumeko Yo» (夢子よ)                   | Takada         | 2:33     |  |
| 5.       | «Kimono Sugata no Kimi» (きもの姿の君) | Tsutsumi       | 2:06     |  |
| 6.       | «Miryoku no March» (魅力のマーチ)      | Tsutsumi       | 3:08     |  |

| Lado dos |                                           |                                                           |                           |          |          |  |
| N.º      | Título                                    | Letras                                                    | Música                    | Arreglos | Duración |  |
| 1.       | «Love Me» (ラブ・ミー)                    | Alan Osmond Meryl Osmond Michael Lloyd Kazuko Katagiri    | A. Osmond M. Osmond Lloyd | Takada   | 2:24     |  |
| 2.       | «Yume de Aoune» (夢で会おうね)            |                                                           |                           | Takada   | 2:37     |  |
| 3.       | «Chiisana Ai no Waltz» (小さな愛のワルツ) | Alan Bergman Marilyn Bergman M. Osmond Lloyd Kazumi Yasui | Maurice Jarre             | Takada   | 3:30     |  |
| 4.       | «Bokutachi» (僕たち)                      |                                                           |                           | Tsutsumi | 2:44     |  |
| 5.       | «Puppy Love» (パピーラブ)                 | Paul Anka Kazuya Senke                                    | Anka                      | Takada   | 2:34     |  |
| 6.       | «Hakada no Venus» (裸のビーナス)          |                                                           |                           | Tsutsumi | 2:29     |  |

## Posicionamiento
| Gráfica (1974)              | Pico de posición |
| --------------------------- | ---------------- |
| Japón (Oricon Albums Chart) | 2                |